# Národní park Drina
Národní park Drina je chráněné území v Bosně a Hercegovině, přesněji v Republice srbské. Vyhlášen byl v roce 2017, nachází se v blízkosti města Srebrenica a jeho rozloha je 63 km². Nachází na levém břehu řeky Drina a sousedí se srbským národním parkem Tara. Kaňonovité údolí řeky a jejích přítoků dosahuje hloubky až 976 metrů. 
Roste zde např. endemický smrk omorika a podruhy rostlin Centaurea jacea, Edraianthus, Cerastium alpinum, Hepatica nobilis, Daphne malyana a Sesleria tenuifolia. Z velkých zvířat lze jmenovat medvěda hnědého, kamzíka horského nebo orla skalního

## Fotogalerie

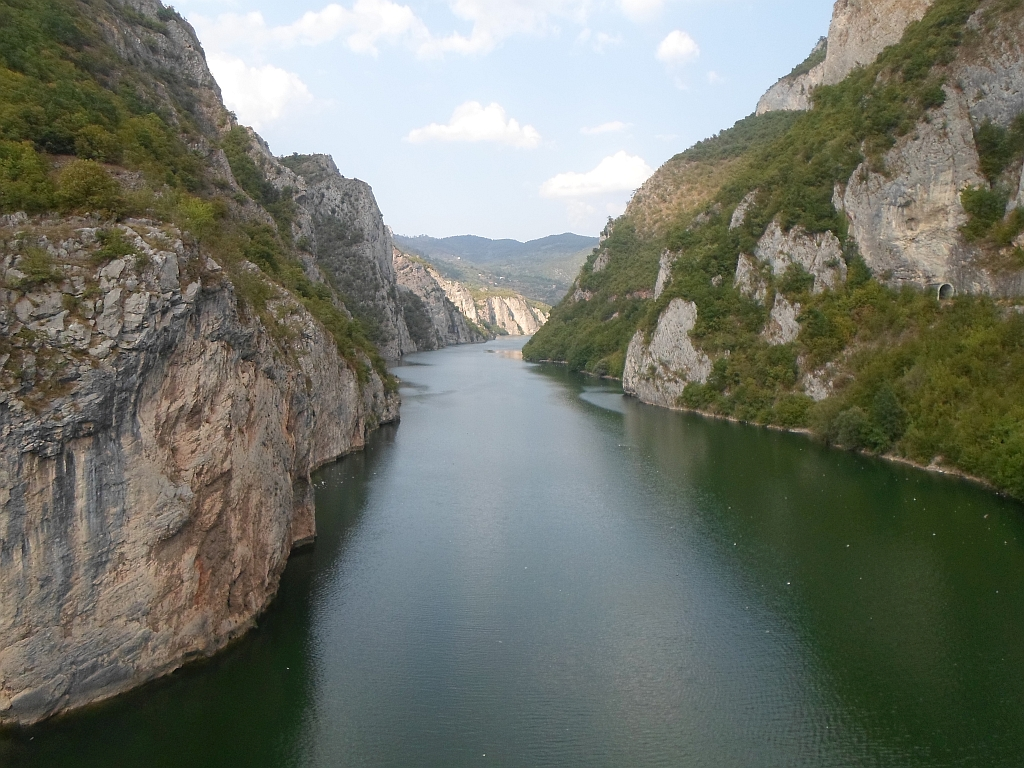
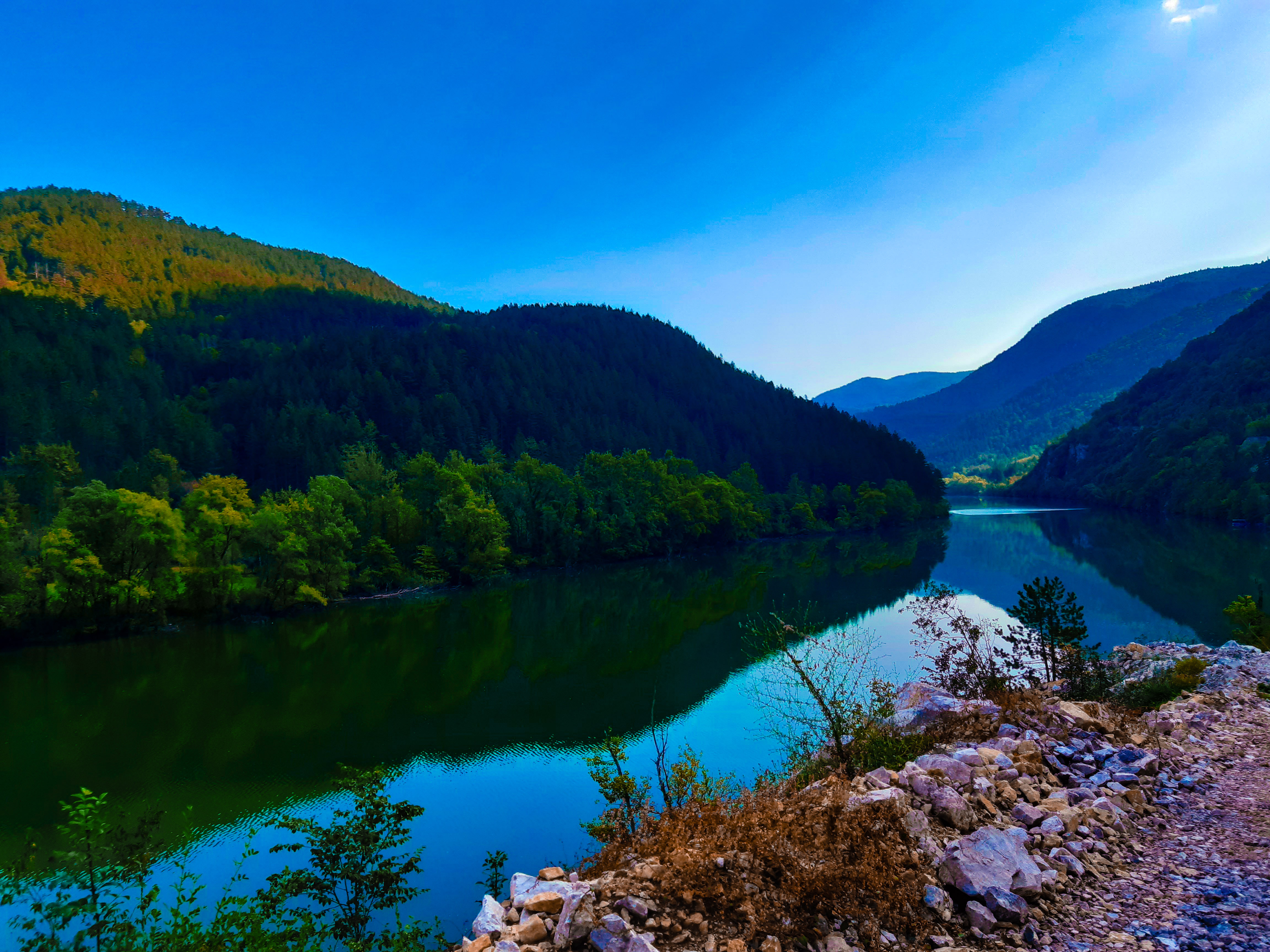
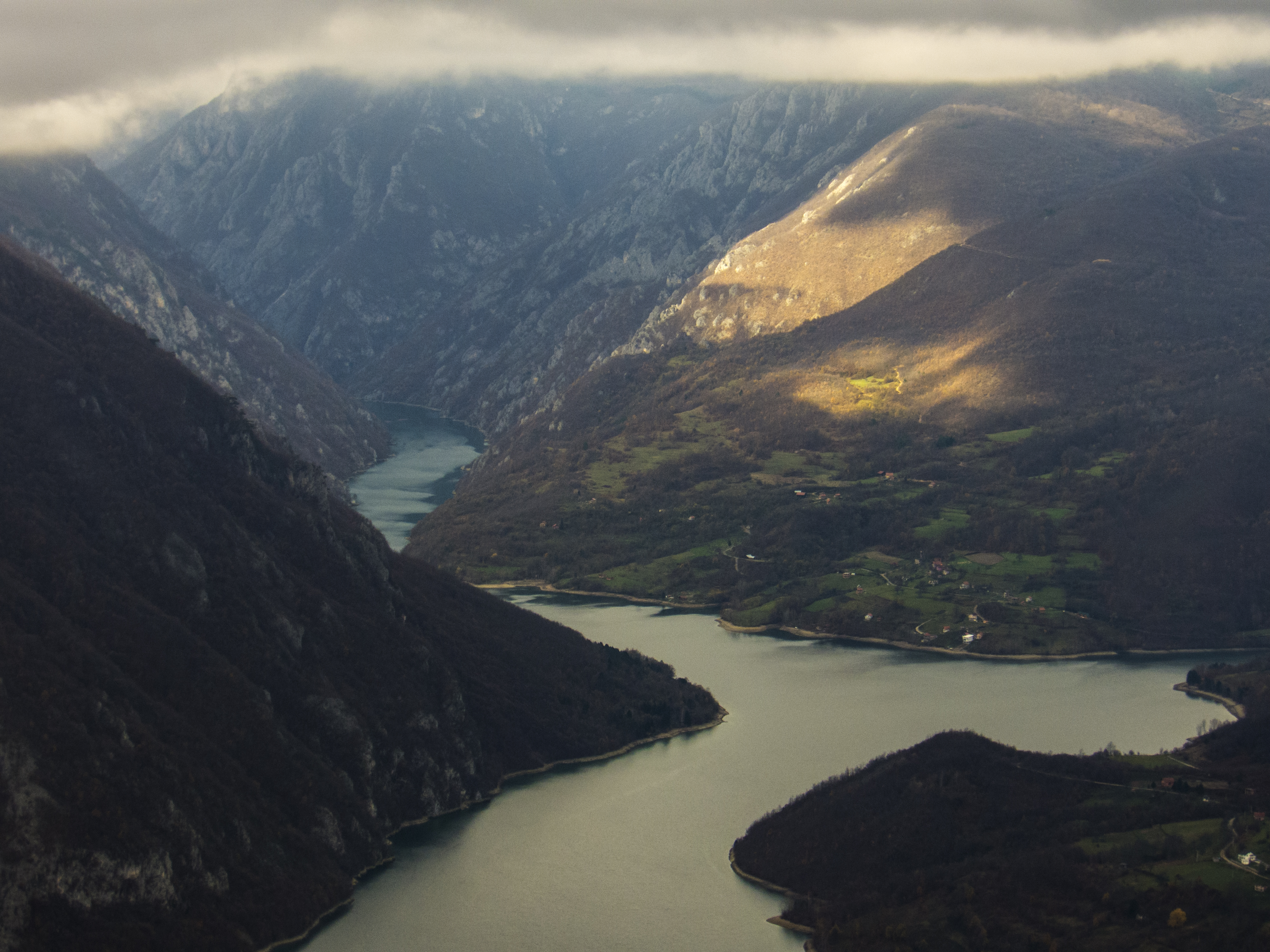
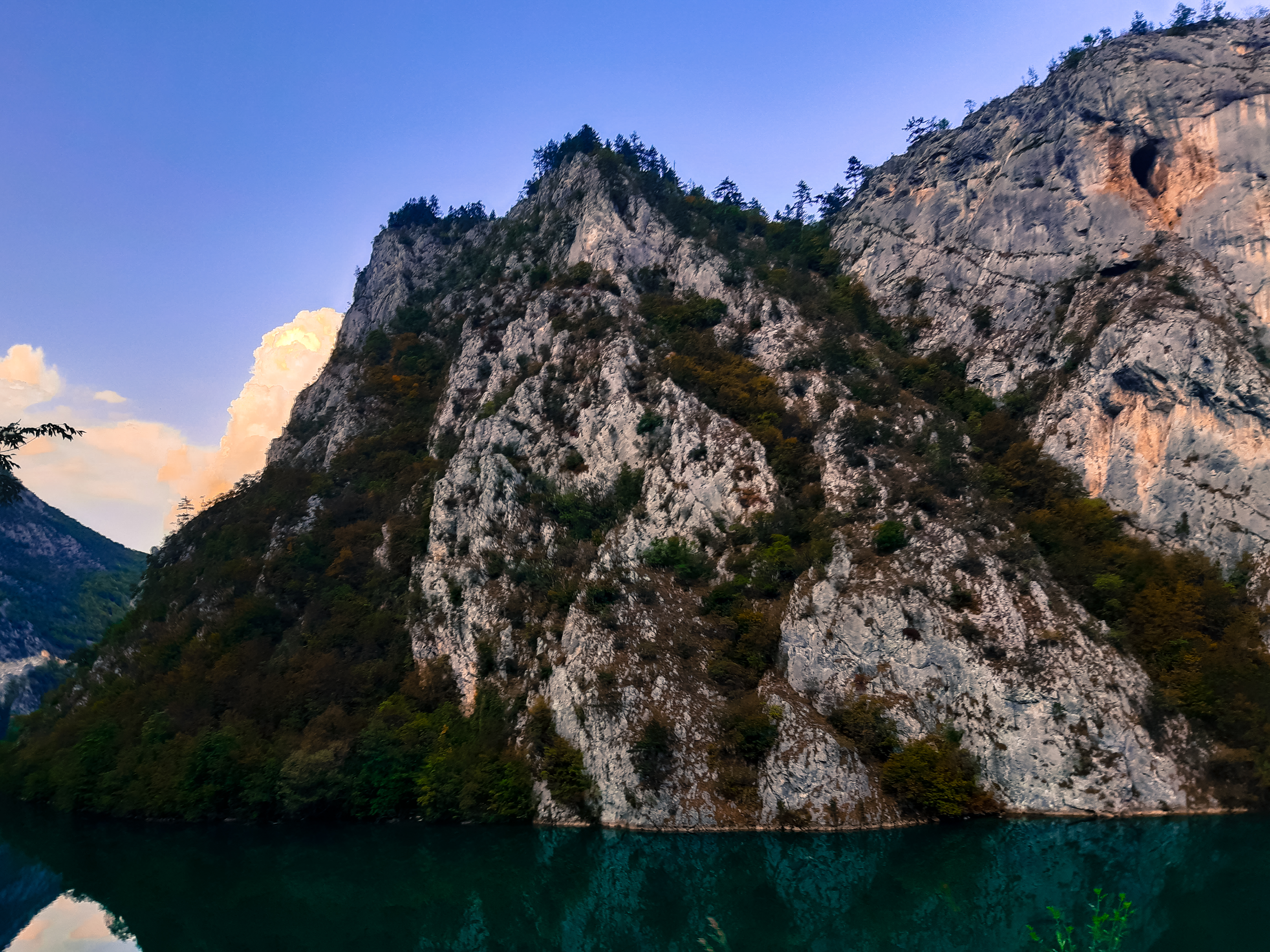